# Sekundærrute 527
De Sekundærrute 527 is een secundaire weg in Denemarken. De weg loopt van Koldby via Vesterby naar Ydby. De Sekundærrute 527 loopt door Noord-Jutland en is ongeveer 25 kilometer lang.